# Урой
Урой (рум. Uroi) — село у повіті Хунедоара в Румунії. Адміністративно підпорядковане місту Сімерія.
Село розташоване на відстані 287 км на північний захід від Бухареста, 9 км на схід від Деви, 110 км на південний захід від Клуж-Напоки, 140 км на схід від Тімішоари.

## Населення
За даними перепису населення 2002 року у селі проживали 400 осіб, з них 394 особи (98,5%) румунів. Рідною мовою 398 осіб (99,5%) назвали румунську.